# Stromschnittstelle
Eine Stromschnittstelle oder Stromschleifenschnittstelle arbeitet mit einer Stromanpassung. Sie wird zur Informationsübertragung in rauer Umgebung verwendet, wo mit hohen Störpegeln gerechnet werden muss, so dass die sonst übliche Übertragung mittels Spannungspegeln (Spannungsanpassung) nicht mit ausreichender Zuverlässigkeit arbeitet.
Analoge Telefone in industriellen Anwendungen sowie bei elektronischen Musikinstrumenten (MIDI) arbeiten vorzugsweise mittels eines eingeprägten elektrischen Stroms. Markant waren auch Fernschreiber.
Im einfachen Fall ist bei der Stromschnittstelle der Sender oder Messwertgeber eine einstellbare Stromsenke, die über die Signalleitungen von einer Spannungsquelle mit Energie versorgt wird. Der Empfänger besteht aus einem in der Stromschleife befindlichen Strommessgerät oder niederohmigen Abschlusswiderstand (Shunt), an dem über den Spannungsabfall der Messstrom bestimmt wird.

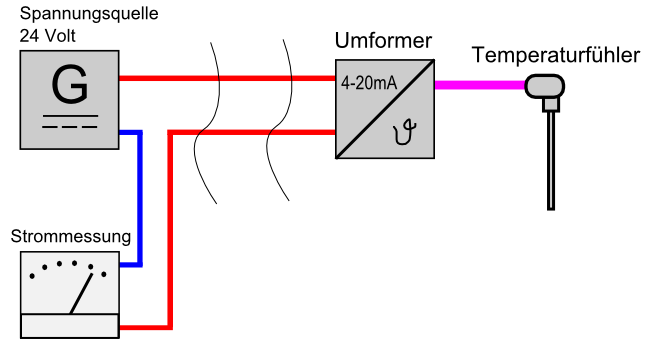
Schaltungsbeispiel

## Analoge Stromschnittstelle
Werden analoge Spannungswerte von einem Messwertgeber über ein langes Kabel zu einem Empfänger übertragen, so werden diese verfälscht. Ursache ist der nötige Messstrom, der im Kabel aufgrund des unerwünschten Kabelinnenwiderstandes einen Spannungsabfall erzeugt. Durch möglichst hochohmige Eingänge lassen sich der Messstrom und damit auch der Messfehler zwar minimieren, jedoch auf Kosten einer großen Empfindlichkeit gegenüber kapazitiven Störungen. Induktiv eingekoppelte Störspannungen lassen sich so nicht beseitigen.
Daher werden Messwerte über größere Distanzen bevorzugt als Strom (4…20 mA) übertragen. Bei der Stromübertragung spielen der Innenwiderstand und damit der Spannungsabfall des Kabels keine Rolle, solange die Spannung ausreicht. Der Isolationswiderstand hat zwar nun einen Einfluss, er lässt sich jedoch mit heutigen Isolierstoffen sehr hoch halten. Der Strom des Messwertes ist oft hinreichend groß gegenüber den Störströmen durch kapazitive Kopplung (z. B. 50-Hz-Brummen). Induktive Einkoppelungen haben prinzipiell keinen Störeinfluss mehr.
Wird eine Stromschnittstelle verwendet, die dem Standard 4…20 mA entspricht, lassen sich noch weitere Vorteile erreichen:
- Mit der Mindest-Stromstärke von 4 mA lässt sich der Messwertgeber (Sensor) versorgen und es ist nur eine Hin- und Rückleitung erforderlich.
- Drahtbruch (Strom wird < 4 mA) lässt sich detektieren.

Bei den Sensoren und den Eingängen der Messwertverarbeitung unterscheidet man aktive und passive.
- Aktiver Eingang für passive Sensoren: Der Eingang misst den Strom und hat eine Spannungsquelle. Der Sensor ist nur eine gesteuerte Stromsenke und kann deshalb 2-polig (2-Draht) ausgeführt sein
- Passiver Eingang für aktive Sensoren: Der Eingang misst den Strom (z. B. mit einem Shunt). Der Sensor ist eine gesteuerte Stromquelle und muss deshalb ein Netzteil besitzen
- Passiver Eingang und passiver Sensor: eine zusätzlich erforderliche externe Spannungsquelle ist zu ihnen in Serie geschaltet.

## Digitale Stromschnittstelle
Bei der digitalen Übertragung wird statt unterschiedlicher Spannungspegel bei der Stromschnittstelle das Vorhandensein oder Nichtvorhandensein eines Stroms als binäre Information gewertet.
Die 20-mA-Stromschleifenschnittstelle war nach DIN 66258 (1999 zurückgezogen) standardisiert. Sie arbeitet mit einem maximalen Leerlaufspannungspegel von 24 V. Weil diese Spannung bei steilen Signalflanken zu erheblichem Nebensprechen führt, ist die Übertragung mit 20-mA-Schnittstellen in Fernmeldekabeln nicht zugelassen.